# Javier Hernández (football, 1998)
Pour les articles homonymes, voir Javier Hernández.
Javier "Javi" Hernández, né le 2 mai 1998 à Jerez de la Frontera en Espagne, est un footballeur espagnol qui évolue au poste d'arrière gauche au Al-Arabi SC.

## Biographie

### Débuts professionnels
Né à Jerez de la Frontera en Espagne, Javi Hernández est formé par le Séville FC, avant de rejoindre en  2013 le Real Madrid CF, où il poursuit sa formation. 
Lors de la saison 2017-2018, il est prêté au CD El Ejido, club évoluant en troisième division. Par la suite, en juillet 2018, il est prêté au Real Oviedo, où il intègre dans un premier temps l'équipe réserve du club. Il fait sa première apparition en équipe première le 11 septembre 2018, en étant titularisé au poste d'arrière gauche lors d'une rencontre de coupe d'Espagne perdue par son équipe face au RCD Majorque (1-0). Il joue son premier match de deuxième division espagnole le 7 octobre 2018, lors de la victoire de son équipe face à l'Albacete Balompié (1-0).

### CD Leganés
Le 28 septembre 2020, Javi Hernández signe avec le CD Leganés, où il s'engage pour un contrat de quatre saisons. Il réalise sa première apparition sous ses nouvelles couleurs le 7 octobre 2020, lors d'une rencontre de championnat face à l'UD Logroñés (victoire 0-1 de Leganés). Alors que Jonathan Silva part comme titulaire au poste d'arrière gauche, les blessures de ce dernier permettent à Hernández de s'imposer dans la défense de Leganés, où son entraîneur José Luis Martí apprécie son apport défensif et sa polyvalence.